# Leptospiroză
Leptospiroza este o boală infecțioasă acută care se manifestă prin febră, intoxicație, cefalee, dureri musculare, mai ales la gambe, afectarea rinichilor, a ficatului, sistemului nervos și cardiovascular. 
A fost descrisă prima dată de Adolf Weil în 1886, motiv pentru care se numește și Boala lui Weil. 

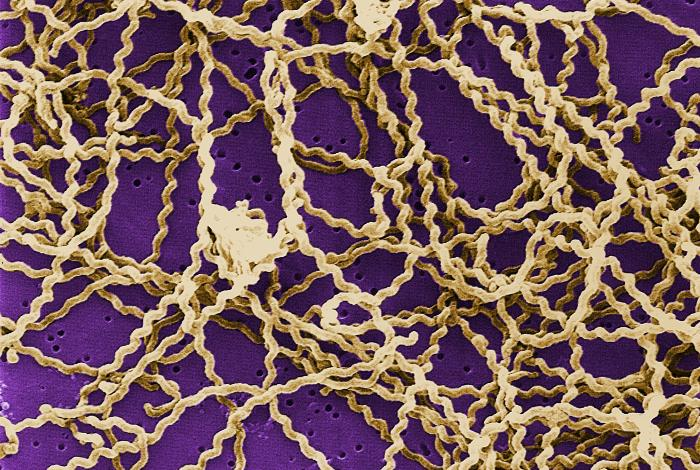
Leptospire văzute la microscopul electronic

Agenții patogeni sunt leptospirele - microorganisme sub formă de spirală (spirochete Leptospira interrogans). Acestea sunt rezistente la temperaturi joase și sensibile la temperaturi înalte. 
Sursa de infecție o constituie șobolanii și alte rozătoare, vitele, porcii. Leptospirele se elimină prin urină, infectând solul, bazinele de apă și produsele alimentare. Oamenii se îmbolnavesc în timpul scăldatului în iazuri infectate, în timpul lucrărilor agricole pe terenuri umede, etc. Microbul pătrunde în organism prin piele, prin mucoasele nazale sau oculare. Ajunși în organism, microbii pătrund în sânge unde se îmulțesc și apoi trec în diverse organe - rinichi, ficat, inimă, etc. 
Perioada de incubație este de 2-20 zile. Boala începe brusc cu frisoane, febră, cefalee puternică, dureri în articulații, insomnie și slăbiciune generală. Apar tulburări hemoragice sub formă de hemoragii nazale, gastrointestinale. Forma icterică se manifestă prin apariția icterului, pielea și mucoasele devin galbene. Icterul apare în a 2 -3 zi de boală, apoi dispare peste 2-3 săptămâni. Forma renală se manifestă prin apariția anuriei. Dacă în asemenea cazuri bolnavul nu se adresează medicului, survine decesul. 
Boala poate evolua în forme ușoare sau grave cu o durată de 3- 4 săptămâni, convalescența este de lungă durată și se manifestă printr-o astenie pronunțată. Uneori poate da complicații oculare ca iridociclita, sau cardiace - miocardita (inflamația mușchilor inimii). Tratamentul se efectuează numai în conditii spitalicești obligatorii. Cu cât spitalizarea e mai precoce, cu atât rezultatele tratamentului sunt mai încurajatoare.
Pentru evitarea îmbolnăvirii, medicii recomandă :
- - evitarea scăldatului;
- - evitarea contactului prelungit cu apa. Pentru cei care muncesc la refacerea caselor, în construcții, etc. este recomandat să poarte cizme și mănuși de cauciuc;
- - păstrarea normelor de igienă –spălatul pe mâini cu săpun, consumul de apă îmbuteliată sau fiartă și răcită, păstrarea igienei individuale și a condițiilor de păstrare a alimentelor;
- - evitarea automedicației în situația apariției unor simptome de boală diareică sau viroză respiratorie.